# 池原橋
池原橋（いけはらばし）は、奈良県吉野郡下北山村大字上池原にある、池郷川に架かる橋。

## 概要・歴史

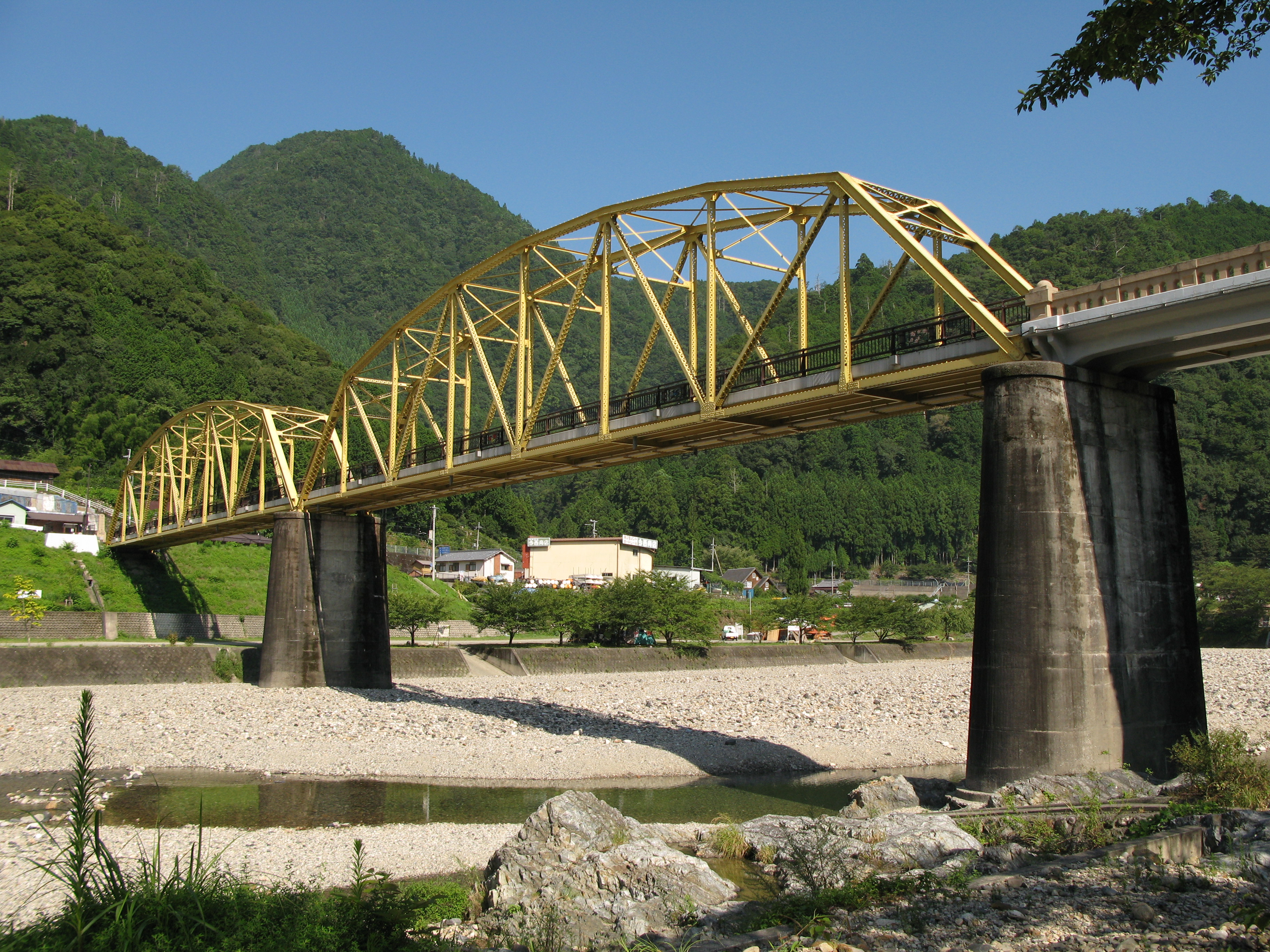
池原橋（左岸下流側から撮影）

左岸・池原集落内の旧道と右岸・国道425号を結ぶように架けられている。現在は池郷川に架かる橋であるが、かつて、少し上流に池原ダムが完成する前は北山川の本流であり、橋のすぐ上流側で池郷川と合流していた。かつては川幅が広く、水量も多かったため通常時の水面からかなり高い位置に架橋されている。現在は池原橋への北山川からの水流はなく、ダムの少し上流の左岸から池原集落付近のさらに下流へと放水しており、池原橋を含む池原集落付近は完全にショートカットされている。したがって池原橋付近の川の流れは概ね穏やかであり、左岸河原ぎりぎりのところを橋の下をくぐるように国道169号が通っている。
池原橋が架橋される以前はこの付近を渡し船で渡っており、主要産物である木材は筏流しで搬出されていた。しかし運行は天候に左右されるため、安定した物資の搬出入や村民の交流のため本橋が建設された。完成は昭和4年（1929年）6月30日で7月9日に渡橋式が行われた。工事期間は銅銘板より起工昭和3年（1928年）5月、竣工昭和4年（1929年）4月である。当時の山奥に架かる橋としては希にみる規模であり、架橋工事中も完成後も村内や近隣の村からも見物人が来たという。村民からは誇りを持って「池原大橋」と呼ばれ、交通の要所となった。現在も橋の傍にあるバス停は「池原大橋停留所」である。橋の少し北にある上池原交差点で国道169号と国道425号が合流する。
架橋から70年以上が経過し、経年劣化による傷みが進行していたため、平成14年（2002年）に大規模な修繕が行われた。

### 主要諸元
- 形式：下路曲弦2連ワーレントラス鋼橋 および 5連鉄筋コンクリート桁橋の複合橋
- 橋長：約163.4m （2連ワーレントラス：約109.04m、コンクリート桁橋：約54.36m）
- 有効幅員：約3.1m（トラス部）、約3.66m（コンクリート桁部）
- 工事費：93,674円
- 竣工年：1929年（昭和4年）
- 施行：下北山村
- 製作：大阪鐵工所（後の日立造船）